# Erythromma viridulum
Erythromma viridulum е вид водно конче от семейство Coenagrionidae. Видът не е застрашен от изчезване.

## Разпространение и местообитание
Разпространен е в Австрия, Азербайджан (Нахичеван), Албания, Алжир, Армения, Беларус, Белгия, Босна и Херцеговина, България, Великобритания, Германия, Грузия, Гърция (Егейски острови и Крит), Дания, Европейска част на Русия, Израел, Иран, Испания, Италия (Сардиния и Сицилия), Казахстан, Кипър, Киргизстан, Латвия, Ливан, Литва, Люксембург, Мароко, Молдова, Нидерландия, Полша, Португалия, Северна Македония, Румъния, Сирия, Словакия, Словения, Сърбия, Таджикистан, Тунис, Туркменистан, Турция, Узбекистан, Украйна (Крим), Унгария, Финландия, Франция (Корсика), Хърватия, Черна гора, Чехия, Швейцария и Швеция.
Среща се на надморска височина от -6,7 до 33 m.

## Описание
Популацията на вида е нарастваща.